# Максим (Жижиленко)
Епи́скоп Макси́м (в миру Михаи́л Алекса́ндрович Жижиле́нко; 2 (14) марта 1885, город Калиш, Калишская губерния, Царство Польское, Российская империя — 4 июня 1931, Москва) — епископ Русской православной церкви, участник иосифлянского движения. С 12 октября 1928 года «иосифлянский» епископ Серпуховской. Непримиримый критик политики заместителя патриаршего местоблюстителя митрополита Сергия (Страгородского). Брат профессора уголовного права Александра Жижиленко.
11 марта 2020 года канонизирован Русской православной церковью как священномученик.

## Биография
Родился в семье дворянина, прокурора окружного суда города Калиша Александр Григорьевич Жижиленко (1839—1905). Окончил гимназию в Санкт-Петербурге.
Девяти лет Михаил поступил в Калишскую гимназию, где учился 7 лет.
После смерти отца (1905) и матери (1906) Михаил сначала оставался один в Калише, а потом переселился к старшему брату Александру в Санкт-Петербург, где окончил восьмой класс гимназии.
После окончании гимназии в 1908 году поступил на медицинский факультет Московского университета.
Будучи студентом университета, женился на курсистке, вместе с которой прожил всего полгода, так как она скончалась в 1910 году вследствие невозможности перенести беременность. При этом оба супруга, положившись на волю Божью, ни при каких условиях не захотели искусственно прерывать беременность, хотя и знали о том, что она грозит почти неизбежной смертью.

### Врач
В 1912 году окончил медицинский факультет Московского университета, после чего работал в Сокольниках психиатром.
С 1912 года Работал врачом министерства путей сообщения в городе Благовещенске и в Москве.
С начала Первой мировой войны до января 1918 года участвовал в боевых действиях в Галиции врачом Кубанского пластунского батальона. Затем занимал различные медицинские должности, в том числе и в Красной армии.
В августе 1919 года, будучи главным врачом полевого госпиталя Красной армии, находился в плену у казаков генерала К. К. Мамонтова.
В 1921 году — врач в Наркомате путей сообщения.
С 1 января 1922 года до декабря 1928 года в Москве работал главврачом в больнице Таганской тюрьмы.
Являлся духовным сыном известного священника Валентина Свенцицкого. За Михаилом Жижиленко утвердилось прозвище «ангела-хранителя» этой тюрьмы. На своем трудном посту он был не только телесным, но и духовным врачом, сердечным мастером, утешителем и отцом.
В тот период он познакомился со Патриархом Тихоном, который благословил его на тайное монашество. По воспоминаниям Ивана Андреевского: «Рассказывал владыка Максим и о некоторых разногласиях с патриархом Тихоном. Главное из них заключалось в том, что святейший был оптимистически настроен, веря, что все ужасы советской жизни ещё могут пройти и что Россия ещё может возродиться через покаяние. Владыка же Максим склонен был к пессимистическому взгляду на совершающиеся события и полагал, что мы уже вступили в последние дни предапокалиптического периода».

### Деятель «иосифлянского» движения
В конце 1927 года порвал общение с Заместителем Патриаршего местоблюстителя митрополитом Сергием (Страгородским) и Временным патриаршим священным синодом при нём. При его участии был составлен акт от 30 декабря 1927 года об отходе от митрополита Сергия серпуховского духовенства и мирян, в котором, в частности, говорилось: «Не находя для себя более возможным оставаться на том скользком и двусмысленному пути, на который Вы своей декларацией и распоряжениями поставили всю Православную Церковь, и повинуясь голосу совести и долгу пред Богом и верующими, мы, нижеподписавшиеся, порываем каноническое и молитвенное общение с Вами и т. н. „Патриаршим Синодом“ и отказываемся признавать Вас заместителем местоблюстителя патриаршего престола».
20 мая 1928 года в Ленинградском соборе Воскресения Христова был тайно посвящён во диакона архиепископом Димитрием (Любимовым), фактическим лидером «иосифлянского» движения в Церкви. 21 мая 1928 года им же был тайно рукоположён в иерея. В сентябре 1928 года принял монашеский постриг с именем Максим.
12 октября 1928 года в храме на Пискарёвке по просьбе части верующих города Серпухова был тайно хиротонисан во епископа Серпуховского архиепископом Димитрием (Любимовым) и епископом Сергием (Дружининым), что было первой тайной «иосифлянской» епископской хиротонией. Титул был выбран потому что в Серпухове к иосифлянам присоединилась почти половина храмов, благодаря чему город стал центром иосифлянского движения в Московской епархии.
В январе 1929 года вступил в управление епархией. В юрисдикции владыки Максима находились 18 приходов в Серпухове, приходы в Коломне, Звенигороде, Переславле-Залесском и ряде других городов. После ареста епископа Алексия (Буя) в марте-мае 1929 года епископ Максим окормлял также и воронежских и украинских иосифлян.
Для борьбы с «иосифлянством» в Серпухове митрополит Сергий направили в город популярного среди православных верующих епископа Мануила (Лемешевского).

### Арест, лагерь, мученическая кончина
24 апреля 1929 года был арестован ОГПУ. 5 июля 1929 года приговорён к пяти годам заключения. В конце ноября того же года был помещён в Соловецкий лагерь, где работал врачом и заведовал тифозным бараком.
Вместе с епископами Виктором (Островидовым), Нектарием (Трезвинским) и Иларионом (Бельским), а также другими священнослужителями, совершал тайные богослужения в лесу. По словам профессора Андреевского, также отбывавшего срок в Соловках, «меньше чем через год, мы, все его коллеги, поняли, что он был не только замечательный врач, но и великий молитвенник».
28 октября 1930 года Выездной Коллегией ОГПУ по обвинению в «контрреволюционной агитации в концлагере» приговорён к увеличению срока на 5 лет. Переведён в Белбалтлаг, в г. Кемь. Там в декабре 1930 был арестован в лагере и отправлен в Бутырскую тюрьму, где ему было предъявлено обвинение в рамках дела «нелегальной черносотенно-клерикальной и церковно-монархической организации „Истинное Православие“». 18 февраля 1931 года был приговорён к высшей мере наказания.
Расстрелян 4 июня 1931 года. Похоронен на Ваганьковском кладбище, место захоронения не известно.

## Канонизация и почитание
При подготовке канонизации новомучеников и исповедников, совершённой РПЦЗ в ноябре 1981 году его имя было внесено в черновой список поимённый новомучеников исповедников российских. Поимённый список новомучеников и исповедников РПЦЗ, куда вошло и имя епископа Максима, был издан только в конце 1990-х годов.
11 марта 2020 года решением Священного Синода Русской православной церкви включён в собор новомучеников и исповедников Церкви Русской наряду с епископом Сергием (Дружининым) и ещё рядом подвижников, почитавшихся в РПЦЗ, с установлением дня памяти 22 мая по юлианскому календарю, что соответствует 4 июню по григорианскому.